# 尚其亨
尚其亨（1859年1月16日—1920年9月21日），字惠丞，一字伯恒，号会臣，晚号达庵，奉天海城人，隸漢軍鑲藍旗。平南敬亲王尚可喜第七子和硕额驸尚之隆的八世孙。清末政治人物，进士出身。

## 生平
尚其亨生于咸丰八年十二月十三日辰时。光绪十八年（1892年）中进士；同年五月，授候補知府。光绪二十年（1894年）任山东武定府知府，光绪二十一年（1895年）署曹州府知府。光绪二十六年（1900年）任山东督粮道。光绪二十八年（1902年）任山东总理警务按察使。光緒三十一年（1905年）任山东布政使。
同年九月二十八日（1905年10月26日），清政府改派山东布政使尚其亨、顺天府府丞李盛铎会同镇国公载泽、户部侍郎戴鸿慈、湖南巡抚端方出洋考察政治。
光绪三十三年（1907年），尚其亨任福建布政使。
民国九年八月初十日丑时（1920年9月21日凌晨），尚其亨在北京去世，享年63岁。

## 著作
- 《列國政要》133卷，載澤、端方、戴鴻慈、尚其亨、李盛鐸等輯
- 《歐美政治要義》18章，載澤、端方、戴鴻慈、尚其亨、李盛鐸等輯

## 家庭
- 始祖尚可喜；妻胡氏、舒氏、曾氏、楊氏。
- 一世祖领侍卫内大臣、和硕额驸尚之隆（母杨氏）；妻和碩和順公主愛新覺羅氏，其胞兄莊靖親王博果鐸，父承澤裕親王碩塞，祖父太宗文皇帝皇太極；博果鐸之养子莊恪親王允祿（又胤祿），系康熙帝第十六子，母順懿密妃王氏。妻和碩和順公主愛新覺羅氏，葬于今北京市豐臺區張郭莊公主墳，满汉文《尚之隆妻和碩和順公主諭祭碑》拓片（刻于康熙31年(1692)3月）现存北京国家图书馆。
  - 胞兄尚之信（母胡氏）；妻靖南王耿繼茂之女（胞兄耿精忠）。
  - 胞兄内大臣尚之孝。
- 二世祖領侍衛內大臣、和碩額駙尚崇廙；妻和碩和順公主愛新覺羅氏，其父簡修親王雅布（后代有嘉慶十四年（1809年）己巳恩科进士、镶蓝旗崇碩）。胞姊尚佳氏，嫁镶白旗純靖親王隆禧、順治帝第八子。
- 太高祖尚玉德（母吴氏），袭佐领兼骁骑参将；修《辽宁海城尚氏续修宗谱》六卷（乾隆五十六年(公元1791年)刻本）；重修海城尚氏家庙（内务府正黄旗蒙古诗人法式善撰写《重修尚氏家庙碑文》）。太高祖母瓜爾佳氏（父奉天將軍額洛圖）。
- 高祖尚維寶，乾隆三十年乙酉科武举人（据《钦定八旗通志》卷110），參將；高祖母愛新覺羅氏（父一等侍衛宗室黑勒金）。胞兄：
  - 尚維勷，乾隆五十九年任广西右江镇总兵（载《钦定八旗通志：总兵》卷342）。妻索綽絡氏（父内务府正白旗满洲博禮，祖父昭珠；祖伯父明惪，其子乾隆二年（1737年）丁巳恩科進士德保）、蔣氏（胞兄正蓝旗汉军、乾隆四十九年甲辰進士、两江总督文勤公蔣攸銛）。
  - 尚維昇（？-1789），乾隆五十二年广西左江镇总兵（载《钦定八旗通志：总兵》卷342），于清軍入越戰爭阵亡，授世袭三等轻车都尉（载《钦定八旗通志：镶蓝旗汉军世职》卷309），谥直烈。妻孙氏（祖父正白旗汉军、散秩大臣孫承運，祖母康熙帝十四女和碩愨靖公主愛新覺羅氏；曾祖襄武公孫思克）。葬于北京市懷柔區孟莊村；满汉文《尚維昇墓碑》拓片（刻于乾隆54年(1789)12月，乾隆四十六年（1781年）辛丑科进士王朝梧正書）、《尚維昇諭祭碑》拓片（乾隆55年(1790)1月26日祭，书法家盧又紳正書）、《加賞張朝龍尚維昇諭旨碑》拓片（乾隆56年（1791）1月29日旨，兵部尚書汪承霈正書）现存北京国家图书馆。其子尚政逵，乾隆五十四年袭其父三等轻车都尉。
  - 尚維昭。孙女尙佳氏，嫁正红旗輔國將軍奕棟（父貝勒永珔，祖父愉恭郡王弘慶）。
- 曾祖尚政咸，候選通判；曾祖母張氏。
- 祖父尚宗轼，袭轻车都尉，贵州镇远镇总兵。祖母继妻舒穆魯氏，受御書扁額“絳幔延暉”。嫡祖母甘氏（胞兄正藍旗漢軍、道光壬辰科進士惠麟）。
- 父尚昌本。母烏齊格里氏（父正红旗蒙古、道光九年進士文端公倭仁）。
- 胞叔尚昌壽，襲輕車都尉。女一尚氏嫁镶黄旗满洲副都统葉赫那拉氏佛佑（其胞姊系咸丰帝之孝欽顯皇后，又慈禧太后）；女二尚佳氏，嫁镶红旗满洲瓜爾佳氏葆椿（父嵩壽，祖父道光戊戌二甲进士蘇清阿）。
- 胞叔尚昌懋（字仲勉，号泉石主人，1828-1892），襲三等輕車都尉，公中佐领，历任广州满洲副都统（光绪4年-13年[1878-1887]）、正紅旗漢軍副都統、海军衙门总办、鑲白旗与正紅旗護軍統領，授头品顶戴；撰《南遊日記》五十卷并附《續黃粱起居瑣記》五卷（稿本现存东北师范大学图书馆）、《绿云轩吟草》一卷，主纂《驻粤八旗志》（1879）。嫡妻覺羅氏（胞兄两浙盐运司运判覺羅熙霖，父云南镇南州知州觉罗毓秀，先祖恪恭贝勒塔察篇古）。
  - 次子尚其堯（1861-1906），妻愛新覺羅氏（1860-1891，胞兄奉恩鎮國公、鑲白旗宗室溥植，父奉恩將軍載鶴，祖父貝勒奕綸）。其子尚久恩（1884-？），陆军贵胄学堂学员，世袭恩骑尉；其妻赫舍里氏（1883-1912，父正蓝旗满洲、禮部員外郎兼世管佐領崇嵤，祖父直隸通永兵備道英良，姑母赫舍里氏系肅忠親王善耆嫡福晉）。
  - 四子尚其源（1875-1927），度支部候補主事。原配妻觉罗氏（父两浙盐运司运判覺羅熙霖，其家族与镶蓝旗满洲、道光十八年（1838年）戊戌科进士如山家族联姻）；继妻胡氏（1875-1930）系正蓝旗汉军、光緒二年丙子恩科進士胡俊章之胞侄女。
  - 长女尚氏，正白旗满洲、光绪二年恩科进士文慎公喜塔臘氏裕德继配。胡俊章与裕德系光緒二年（1876年）丙子恩科進士同年。
  - 三女尚氏，正蓝旗满洲、廣州將軍、恪愍公西林覺羅氏孚琦原配。
- 姑母一尚氏，继配嫁正蓝旗汉军趙氏達祥（胞兄道光三年（1823年）癸未科進士達綸，父直隸山永協副將寅賓）。姑母二尚佳氏，继配嫁镶红旗满洲瓜爾佳氏嵩壽（父道光戊戌二甲进士蘇清阿，祖父山西巡抚福綿）。
- 胞兄尚其承。妻楊氏（父正紅旗漢軍楊霟，胞叔同治乙丑科進士楊霽，祖伯父道光丙申恩科進士楊能格，堂伯清末外交官楊儒）。其子尚久恕，孙女尚氏系镶白旗汉军、咸豐九年進士安氏英啓之孙儿媳。女尚氏，嫁三等侍卫、正蓝旗宗室志清（其父光緒壬辰科進士文靖公寶熙，祖父同治甲戌科進士奎郁，曾祖道光壬午科進士受慶）。
- 胞妹尚氏，正蓝旗满洲、廣州將軍西林覺羅氏孚琦继配。
- 子郡主额驸尚久勤，候选知府，陆军贵胄学堂学员，与堂兄尚久恩同学。妻郡主爱新觉罗顯宜，镶白旗满洲肃亲王善耆之長女。
- 女一尚氏，嫁镶黄旗满洲葉赫那拉氏德祺，其胞姊葉赫那拉氏隆裕太后（光绪帝孝定景皇后），父正藍旗滿洲都統、三等承恩公桂祥。
- 女二尚氏，嫁镶红旗满洲瓜爾佳氏貴良，其祖父贵州巡抚嵩崐，伯祖父同治六年（1867年）丁卯科舉人、江蘇揚州府知府嵩㟊。
- 女三尚氏，嫁镶蓝旗蒙古、直隸候補道巴岳特氏斌循，其父同治十三年（1874年）甲戌科進士文誠公錫良，胞叔浙江金華府知府繼良。